# Genghis Khan (jeu vidéo)
Genghis Khan (titre original : Aoki Ōkami to Shiroki Mejika: Genghis Khan (蒼き狼と白き牝鹿・ジンギスカン)) est un jeu vidéo de stratégie au tour par tour développé et publié par Koei en 1987 sur NEC PC-9801 puis porté sur MSX, NES, Amiga et MS-DOS. Il fait suite à Aoki Ōkami to Shiroki Mejika, publié sur PC-88, PC-98 et MSX en 1985. À sa sortie, le jeu est plutôt bien accueilli par la presse spécialisée, le magazine Computer Gaming World saluant par exemple sa difficulté, sa richesse et son réalisme historique,.
Le jeu a bénéficié de plusieurs suites, dont Genghis Khan II: Clan of the Gray Wolf publié en 1992.

## Système de jeu
Genghis Khan est un jeu de stratégie au tour par tour dans la lignée de Nobunaga's Ambition (1983) et Romance of the Three Kingdoms (1986). Il propose deux scénarios. Dans le premier, le joueur incarne Temujin et tente d’unifier la Mongolie pour devenir Genghis Khan. Le pays est divisé en quarante territoires, chacun avec son propre chef, que le joueur doit unifier grâce à la diplomatie, à la puissance militaire et à l’économie. Le deuxième permet à jusqu’à quatre joueurs d’incarner respectivement Genghis Khan (Empire mongol), Richard Cœur de Lion (Angleterre), Alexis III Ange (Empire byzantin) ou Minamoto Yoritomo (Japon) pour tenter de conquérir l’Eurasie sur une période allant de la fin du XIIe siècle au début du XIIIe siècle,. Les deux scénarios proposent le même système de jeu et se distinguent uniquement par la carte où se déroule la partie et par l’option multijoueur du deuxième scénario. Le jeu se déroule au tour par tour et à chaque tour, trois ordres peuvent être émis par le joueur. Ces ordres sont donnés par l’intermédiaire d’un système de menus qui permettent au joueur de gérer ses territoires, de faire du commerce, d’entrainer des soldats, de déplacer des provisions d’un territoire à l’autre, d’espionner des territoires ennemis, de négocier avec ses voisins ou bien de tenter de séduire une de ses impératrices pour avoir un héritier. Dans ses territoires, le joueur gère sa population qui est composée de soldats, de constructeur de cités ou de châteaux, de producteurs de nourriture et de travailleurs spécialisés. Les soldats permettent au joueur de se défendre contre des attaques ou de conquérir des territoires ennemis. Les constructeurs de cités permettent d’accroitre la puissance économique, et donc d’augmenter les revenus du joueur. Les constructeurs de château permettent d’augmenter la défense d’un territoire. Enfin, les producteurs de nourriture et des spécialistes fournissent respectivement de la nourriture et des marchandises pour faire du commerce. Lorsqu’il prend le contrôle d’un nouveau territoire, le joueur peut désigner un gouverneur pour s’en occuper, ou le diriger directement. Les territoires administrés par des gouverneurs peuvent déclarer subitement leur indépendance si le gouverneur n'est pas de la famille du souverain. Pour éviter cela, le souverain désigne, s'il le peut, soit un membre direct de sa famille, soit un inconnu de la famille marié à une fille du souverain.  
Le jeu s'achève lorsque le joueur (scénario 1) ou l'un des joueurs (scénario 2) fait la conquête totale des territoires de la carte. Le jeu s'achève aussi s'il n'y a plus aucun joueur encore en vie. Un joueur perd la partie s'il perd le contrôle de son territoire où se trouve sa capitale et s'il ne parvient pas à s'enfuir avant cette défaite. Un joueur perd aussi la partie lorsque son personnage principal décède sans héritier mâle suffisamment âgé pour le succéder.  

## Accueil
| Genghis Khan             |      |       |
| Média                    | Pays | Notes |
| Amiga Action             | GB   | 87 %  |
| Amiga Format             | GB   | 84 %  |
| Amiga User International | GB   | 67 %  |
| Joystick                 | FR   | 75 %  |
| The Games Machine        | GB   | 93 %  |
| Zzap!64                  | GB   | 93 %  |